# Micropolypodium serricula
Micropolypodium serricula là một loài dương xỉ trong họ Polypodiaceae. Loài này được Fée A.R. Sm. mô tả khoa học đầu tiên năm 1992.